# الصخرة (برارحة)
الصخرة هي إحدى مشيخات المملكة المغربية، تتبع جغرافيا لإقليم تازة وإداريًا لبرارحة. يقدر عدد سكانها بـ 3258 نسمة حسب الإحصاء الرسمي للسكان والسكنى لسنة 2004.